# Сен-Жан-д'Етре
Сен-Жан-д'Етре́ (фр. Saint-Jean-d'Étreux) — колишній муніципалітет у Франції, у регіоні Бургундія-Франш-Конте, департамент Жура. Населення — 148 осіб (2011).
Муніципалітет розташований на відстані близько 360 км на південний схід від Парижа, 110 км на південний захід від Безансона, 34 км на південний захід від Лонс-ле-Соньє.

## Історія
У 1956-2015 роках муніципалітет перебував у складі регіону Франш-Конте. Від 1 січня 2016 року належить до нового об'єднаного регіону Бургундія-Франш-Конте.
1 січня 2019 року Сен-Жан-д'Етре приєднано до Ле-Труа-Шато.

## Демографія
Динаміка населення (Insee ):
Розподіл населення за віком та статтю (2006):
| Стать | Всього | До 15 років | 15-24 | 25-44 | 45-64 | 65-85 | Понад 85 |
| --- | ------ | ----------- | ----- | ----- | ----- | ----- | -------- |
| Чоловіки | 76     | 16          | 12    | 16    | 24    | 8     | 0        |
| Жінки | 60     | 0           | 8     | 16    | 24    | 8     | 4        |
| \| Статево-вікова піраміда \| Статево-вікова піраміда \| Статево-вікова піраміда \| \| ----------------------- \| ----------------------- \| ----------------------- \| \| Чоловіки \| Вік \| Жінки \| \| 0 \| 85 + \| 4 \| \| 0 \| 80-84 \| 4 \| \| 0 \| 75-79 \| 0 \| \| 4 \| 70-74 \| 4 \| \| 4 \| 65-69 \| 0 \| \| 4 \| 60-64 \| 4 \| \| 4 \| 55-59 \| 4 \| \| 12 \| 50-54 \| 8 \| \| 4 \| 45-49 \| 8 \| \| 12 \| 40-44 \| 0 \| \| 0 \| 35-39 \| 12 \| \| 4 \| 30-34 \| 0 \| \| 0 \| 25-29 \| 4 \| \| 8 \| 20-24 \| 4 \| \| 4 \| 15-20 \| 4 \| \| 4 \| 10-14 \| 0 \| \| 8 \| 5-9 \| 0 \| \| 4 \| 0-4 \| 0 \| |        |             |       |       |       |       |          |
| Статево-вікова піраміда |        |             |       |       |       |       |          |
| Чоловіки | Вік    | Жінки       |       |       |       |       |          |
| 0 | 85 +   | 4           |       |       |       |       |          |
| 0 | 80-84  | 4           |       |       |       |       |          |
| 0 | 75-79  | 0           |       |       |       |       |          |
| 4 | 70-74  | 4           |       |       |       |       |          |
| 4 | 65-69  | 0           |       |       |       |       |          |
| 4 | 60-64  | 4           |       |       |       |       |          |
| 4 | 55-59  | 4           |       |       |       |       |          |
| 12 | 50-54  | 8           |       |       |       |       |          |
| 4 | 45-49  | 8           |       |       |       |       |          |
| 12 | 40-44  | 0           |       |       |       |       |          |
| 0 | 35-39  | 12          |       |       |       |       |          |
| 4 | 30-34  | 0           |       |       |       |       |          |
| 0 | 25-29  | 4           |       |       |       |       |          |
| 8 | 20-24  | 4           |       |       |       |       |          |
| 4 | 15-20  | 4           |       |       |       |       |          |
| 4 | 10-14  | 0           |       |       |       |       |          |
| 8 | 5-9    | 0           |       |       |       |       |          |
| 4 | 0-4    | 0           |       |       |       |       |          |

## Економіка
2010 року серед 94 осіб працездатного віку (15—64 років) 67 були активними, 27 — неактивними (показник активності 71,3%, у 1999 році було 77,8%). З 67 активних мешканців працювали 62 особи (31 чоловік та 31 жінка), безробітними було 5 (3 чоловіки та 2 жінки). Серед 27 неактивних 7 осіб було учнями чи студентами, 17 — пенсіонерами, 3 були неактивними з інших причин.

У 2010 році в муніципалітеті числилось 74 оподатковані домогосподарства, у яких проживали 152,0 особи, медіана доходів виносила 17 840 євро на одного особоспоживача